# میگل پرز (بازیکن فوتبال، زاده ۱۹۴۷)
میگل پرز (انگلیسی: Miguel Pérez؛ زادهٔ ۱۰ آوریل ۱۹۴۷) بازیکن فوتبال اهل آرژانتین است.
از باشگاه‌هایی که در آن بازی کرده‌است می‌توان به باشگاه فوتبال رایو وایکانو، باشگاه فوتبال رئال ساراگوسا، باشگاه فوتبال رئال مادرید، باشگاه فوتبال آلکورکون، و باشگاه فوتبال موناکو اشاره کرد.
وی همچنین در تیم ملی فوتبال زیر ۲۳ سال اسپانیا بازی کرده‌است.